# Haplochromis goldschmidti
Haplochromis goldschmidti Witte, Westbroek & de Zeeuw, 2013, è un pesce d'acqua dolce appartenente alla famiglia Cichlidae, sottofamiglia Pseudocrenilabrinae.

## Etimologia
Il nome scientifico della specie, goldschmidti, è un omaggio al biologo e scrittore olandese Tijs Goldschmidt, autore di un importante studio sui ciclidi Haplochromis: significa Haplochromis di Goldschmidt.

## Diffusione e habitat
Questa specie è endemica del golfo di Emin Pasha nel lago Vittoria, Tanzania.

## Riproduzione
H. goldschmidti è probabilmente un incubatore orale.